# Argus Motoren
Argus Motoren (njem. Argus Motorengesellschaft mbH), bila je njemačka tvornica motornih vozila, pogonskih motora za automobile, plovila i zrakoplove sa sjedištem u Reinickendorfu pokraj Berlina. 

## Povijest tvornice
Osnovana je 1906., a 1908. proizvela je prvi njemački zrakoplovni motor s 4 cilindra i vo-denim hlađenjem od 52 KS. U Prvom svjetskom ratu proizvela je blizu 1,200 motora od 100 do 190 KS. Tvornica je od 1919. do 1930. proizvodila automobile. 
Od 1926. ponovno počinje proizvodi motore među kojima su najpoznatiji: 
| Slika motora | Naziv motora | Snaga (KS) | Godina proizvodnje |
| ------------ | ------------ | ---------- | ------------------ |
| —            | As 7         | 70         | 1929.              |
|              | As 8         | 95         | 1929.              |
|              | As 10        | 220        | 1930.              |
| —            | As 12        | 550        | 1933.              |
|              | As 17        | 225        | 1933.              |
|              | As 410       | 465        | 1938.              |

U Drugom svjetskom ratu motori As 410 i njegova u ratu usavršena verzija As 411 ugrađivani su u trenažne i lake zrakoplove za vezu. Nekoliko tisuća njenih pulsno-mlaznih motora As 014 od 335 kp potiska (1942.) bilo je ugrađeno u njemačke krstareće projektile tipa FZG 76 (V-1). 